# Mi Fu

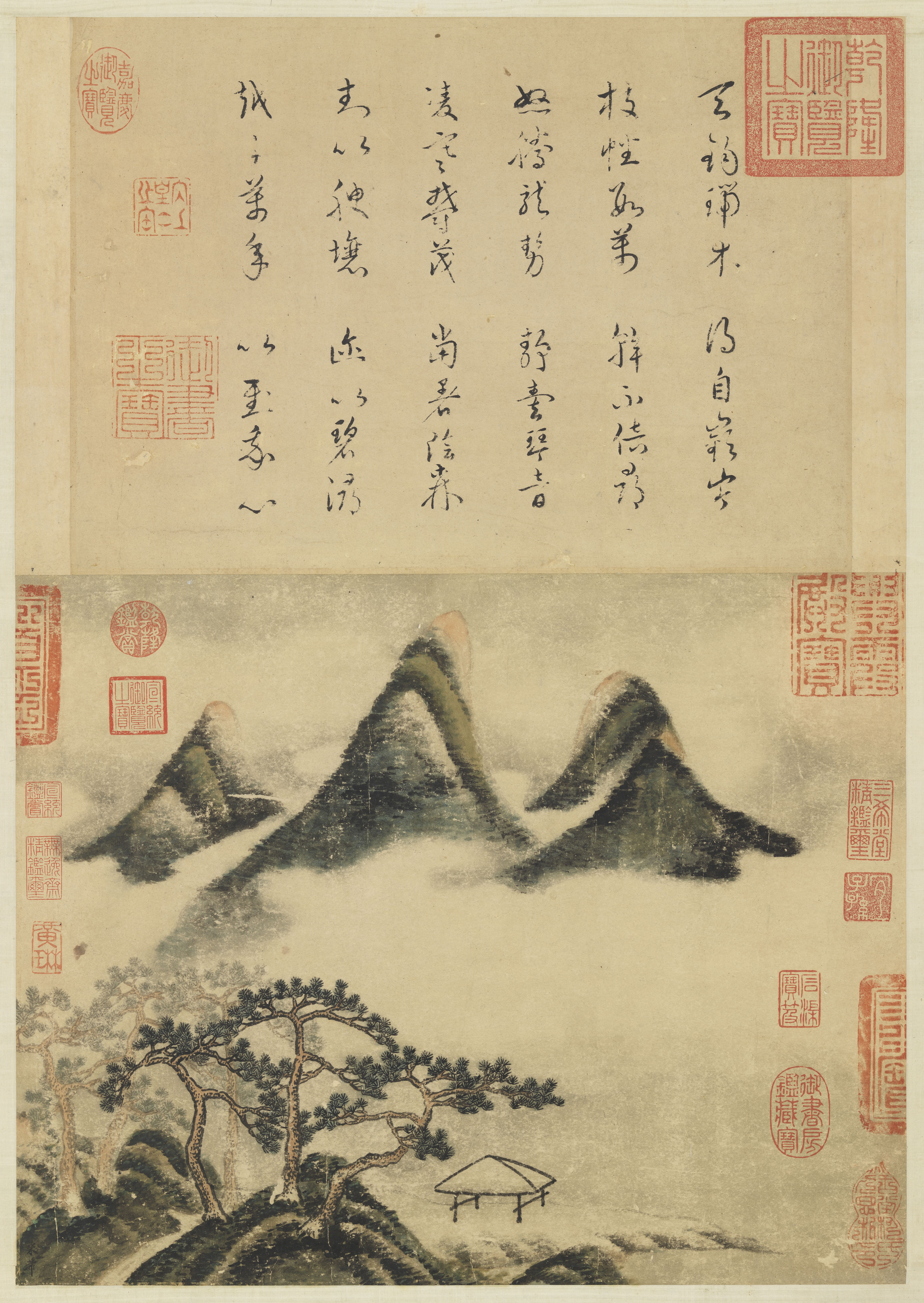
Montagne e pini in primavera (parte), National Palace Museum (Taipei)

Mi Fu (米黻T o 米芾T, Mǐ FúP; Taiyuan, 1051 – 1107) è stato un pittore, poeta e calligrafo cinese.

## Biografia

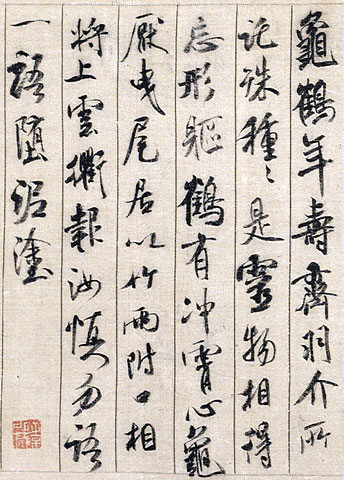
Shu Su Tie (parte), inchiostro su seta; National Palace Museum (Taipei)

Nacque nella provincia dello Shanxi sotto la dinastia Song. Divenne famoso come pittore per i suoi paesaggi mistici; il suo stile ("stile Mi Fu") prevedeva l'utilizzo di ampie gocce di inchiostro liquido applicati con una spazzola piatta. La sua poesia seguiva lo stile di Li Bai mentre per lo stile calligrafico fu ispirato da Wang Xizhi. Il suo stile disinibito non lo rese gradito alla corte Song. Fu l'iniziatore della corrente pittorica denominata "pittura dei letterati" (文人畫T, wénrén huàP), che s'avvaleva d'una tecnica la cui pennellata era simile a quella calligrafica. La pittura di questa corrente doveva essere lo specchio della personalità del letterato; infatti, essendo questa pittura pel privilegio del soggetto "piante e fiori", veniva raffigurato spesso il bambù, simbolo della rettitudine del letterato confuciano.
Mi Fu è famoso soprattutto per la sua attività da calligrafo, per la quale viene ricordato come una delle figure più famose per la dinastia Song. Il suo stile risente delle influenze dei calligrafi delle dinastie precedenti pur presentando elementi di originalità.
Mi Fu era noto per la sua personalità eccentrica: aveva l'ossessione di collezionare pietre, e aveva dichiarato a una pietra di essere suo fratello. Quindi egli si inchinava al suo "fratello di pietra" per dimostrare devozione filiale, dovuta ai fratelli maggiori. Mi Fu era conosciuto per essere un forte bevitore. Suo figlio, Mi Youren, diventerà anch'egli un pittore famoso con lo stile del padre. A differenza del padre, vivrà fino a 79 anni.
Secondo la tradizione, era un ragazzo molto intelligente con grande interesse per l'arte e letteratura e un'eccezionale abilità di memorizzazione. All'età di sei anni poteva imparare a memoria un centinaio di poesie al giorno e, a richiesta, di ripeterle tutte.
La madre lavorava come casalinga e poi balia per accudire e nutrire l'imperatore Shenzong, che cominciò il regno nel 1051 fino al 1107.
Mi Fu conosceva la famiglia imperiale e abitò nei privilegiati palazzi imperiali, dove cominciò la sua carriera di Revisore dei Libri, Professore di Pittura e di Calligrafia a Kaifeng.

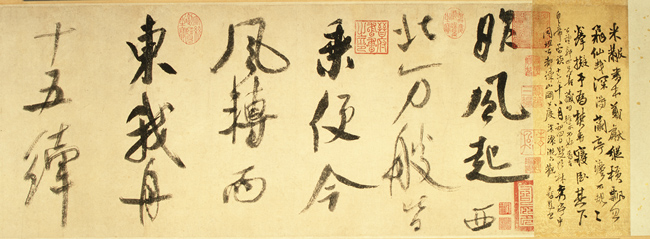
Poesie nella barca di Wuzi (parte), inchiostro su carta; collezione privata a New York